# Nicolas Fay
Pour les articles homonymes, voir Nicolas Fay (homonymie) et Fay.
Nicolas Fay, né le 18 juillet 1769 à Raillicourt (Ardennes), mort le 5 octobre 1847 au no 20 rue des Anglais à Reims (Marne), est un ecclésiastique français.
Réfractaire à la constitution civile du clergé, il fut successivement curé dans plusieurs paroisses ardennaises sous la Révolution, puis, après le concordat, vicaire de Rethel, fondateur de la paroisse de Raucourt, doyen de Mouzon et enfin chanoine de la cathédrale Notre-Dame de Reims.

## Famille et jeunesse
Fils de Pierre Fay (1737-1786), tailleur d'habits, et de Jeanne Catherine Peltier (1737-1826), il est l'aîné au côté de ses deux jeunes sœurs. Cousin germain de Jean André Fay (1776-1867), Maire de Raillicourt, et de Pierre Félix Duchénois-Fay (1802-1882), Maire de Launois.
Sa famille compte plusieurs membres du clergé :
- Pierre Louis Onésime Villière (1810-1877), son neveu, curé d'Issancourt[1]
- Jean-Baptiste Marie Garot (1811-1897), son petit-cousin, Archiprêtre de Rethel et Charleville, Prélat de la Maison de Sa Sainteté
- Marie Joseph Fagot-Fay (1889-1946), un cousin éloigné, chanoine et directeur de l'Institution Saint-Rémy de Charleville[2]
- Marie Ursule Joséphine Fay (1878-1959), une cousine éloignée, religieuse à l'hospice de La Capelle

Il est aussi apparenté à plusieurs prêtes officiant dans les Ardennes aux XVIIe et XVIIIe siècles : 
- Jean Fay (1664-1694), curé de Vouzy
- Jean Fay (1670-1739), curé d'Aouste de 1698 à 1739
- Jean Fay (1676-1751), frère du précédent, curé de Bourcq de 1705 à 1751
- Jean Fay, neveu des précédents, chanoine de Montfaucon et curé de Bar-lès-Buzancy de 1751 à 1769[4].

Il reçoit de ses parents une éducation religieuse et suit ses premiers cours au presbytère de Raillicourt. Il poursuit ses études au Séminaire de Reims ou celui de Charleville. 
Le 20 décembre 1788, à l'âge de 19 ans, il reçoit la tonsure à Reims des mains de Mgr Alexandre-Angélique de Talleyrand-Périgord, archevêque de Reims.

## Parcours ecclésiastique

### La Révolution et l'exil
Pendant la Révolution française, il quitte Raillicourt où ses biens sont déclarés biens nationaux donc menacés de saisie. Il trouve refuge à Liège où il reçoit les saints ordres de Mgr Alexandre-Angélique de Talleyrand-Périgord qui est exilé comme lui en Belgique. Il lui donne des lettres dimissoriales l’autorisant à recevoir le diaconat le 7 septembre 1792, puis la prêtrise le 21 mai 1793.
De retour en France en 1793, il est nommé prêtre.

### Des pouvoirs de missionnaire
En août 1795, il est à Reims. En novembre, Mgr Alexandre-Angélique de Talleyrand-Périgord, toujours émigré à l'étranger, lui attribue des pouvoirs spéciaux de missionnaire pour se dévouer aux périlleuses fonctions du ministère au milieu de populations privées de pasteur. Il sillonne pendant dix ans de nombreux villages de Mézières à Reims et officie dans les paroisses de Sapigneulles, Menneville, Provisy ou Saint-Germainmont.
Après le concordat, il est nommé Vicaire de Rethel puis, de 1804 jusqu'à 1812, curé et desservant d’Avaux, paroisse qui l’avait abrité sous la Révolution. À Avaux, il tient des réunions nocturnes au cours desquelles il célèbre la messe, les mariages et baptise les enfants : "sa parole était de feu et il avait laissé dans les chrétiens nourris de ses enseignements beaucoup de ses ardeurs généreuses et de sa foi vive".

### Fondateur de la paroisse de Raucourt
Il succède en 1812 à Jean-Baptiste Maquart comme curé de Raucourt. Il édifie cette paroisse pendant près de trente ans, sous la juridiction de l’évêque de Sedan, Mgr Jean Charles de Coucy. Il officie dans plusieurs succursales dépendantes de Raucourt : Artaise-le-Vivier, La Besace, Bulson, Chemery, Connage, Haraucourt, La Neuville-à-Maire et Remilly.
Lorsque Mgr de Coucy réorganise son diocèse, il confère à l’abbé Fay le titre de Doyen de Mouzon-Bar (22 cures y sont rattachées). En 1823, il a les deux titres lorsqu'un juif se convertit et fait abjuration devant "Nicolas Fay, Doyen de Mouzon et curé de Raucourt".

### Chanoine de Reims
Il démissionne de la cure de Raucourt en 1841 à l’avènement du nouvel archevêque Mgr Thomas Gousset. 
Son petit-cousin Mgr Garot raconte qu’à cette occasion "il sentit que les principes théologiques, d’une sévère rigidité, enseignés jadis à sa jeunesse, ne pourraient pas se concilier facilement avec les doctrines beaucoup plus larges du savant archevêque". 
Il se retire dans la petite paroisse de Connage jusqu'en 1844.
Il accepte, par ordonnance royale du 6 février 1844, une stalle au sein du chapitre métropolitain où il est nommé Chanoine titulaire de la cathédrale Notre-Dame de Reims. Il conserve son canonicat trois et demi jusque son décès en octobre 1847.

## Anecdotes
- Amédée Sécheret-Cellier, directeur d'école à Mouzon, relève son caractère ferme et violent, ses idées politiques arrêtées et que "tout ce qui se rattachait à la Révolution lui inspirait un sentiment d’indicible horreur, qu’il sut difficilement contenir ou dissimuler"[9].

- L’abbé Joseph Gillet (1842-1904), Archiprêtre de Charleville et chanoine, souligne qu’il fut un prêtre exemplaire mais aigri et attristé par les excès de la Révolution.

- Son neveu l'abbé Villière conserve toute sa vie comme "une relique le calice dont il se servait pour dire la sainte messe pendant la tourmente révolutionnaire"[10]

- Son témoignage figure dans un article consacré à des guérisons miraculeuses qui ont été constatées par plusieurs prêtres[11] : "Je soussigné, prêtre catholique certifie que la dite Louise Petit ayant eu recours à moi dans les accès violents de sa maladie à laquelle aucun secours humain ne fut capable de remédier, a été parfaitement délivrée toutes les fois que je lui ai donné les remèdes spiriturels à Rheims ce 31 aoust 1795. Signé : Fay".

- Il bénit en juillet 1823 les trois cloches de l’église de Raucourt qui portent encore le nom de "Maître Nicolas Fay, curé de Raucourt et doyen de Mouzon-Bar"[12].